# Torta della nonna
La torta della nonna è un dolce che, nel corso degli anni, è diventato parte integrante della cucina tipica toscana e, più in generale, italiana. La torta ha avuto, probabilmente per la sua semplicità, un successo tale da diventare un classico, proposto nella grande maggioranza dei locali di ristorazione, soprattutto negli anni '80 e '90 del XX secolo.
Di origini aretine o fiorentine, è un dolce composto di pasta frolla ripiena di crema pasticcera e ricoperta di pinoli e zucchero a velo.

## Storia
Data la grande popolarità nei locali di ristorazione, si sono perse le origini di questo dolce. Secondo alcuni la reale origine di tale dolce è antica e da attribuirsi al territorio Aretino, mentre altri optano per un'origine più recente fiorentina.
Alcune fonti dicono che la torta nacque per scommessa da parte di Guido Samorini, cuoco e ristoratore fiorentino. Secondo la versione più comune, alcuni clienti stanchi dei pochi dolci che la cucina del ristorante offriva gli chiesero una sorpresa per la settimana successiva quando si sarebbero presentati per la novità. Il Samorini gli presentò questa torta semplice "che fece tanto piacere nel gusto e nella novità".
C’è tuttavia un passaggio di Pellegrino Artusi che insinua il dubbio per cui la torta della nonna esistesse già molti anni prima: "...trovai il dolce ai pinoli e alla crema pasticciera un pasticcio gradevole, una frolla povera...".
Una delle varianti di questo dolce è la "Torta del nonno", con l'aggiunta di cacao e dell'utilizzo delle mandorle al posto dei pinoli. Altre varianti prevedono l'aggiunta di amarene all'interno della crema.